# Škoda Fabia S2000
La Škoda Fabia S2000 è una autovettura da competizione, basata sulla Škoda Fabia, specificatamente progettata per partecipare alle competizioni di rally riservate alle vetture Super 2000, quali l'Intercontinental Rally Challenge (IRC), il Super 2000 World Rally Championship (SWRC), il Campionato del mondo rally vetture di produzione (PWRC) o il Campionato europeo rally.

## Storia
Dal 2009, anno del suo debutto nei rally, l'impegno della Škoda Fabia S2000 è costante nei quattro principali campionati internazionali, nei quali ha ottenuto tre successi con i suoi piloti.
Nel 2012 partecipa al Campionato del mondo rally per il team Volkswagen Motorsport.

## Palmarès
- 3 Intercontinental Rally Challenge (2010 - 2011 - 2012)
- 1 Super 2000 World Rally Championship (2011)

### Vittorie nel SWRC/WRC2
| #  | Anno | Rally                                   | Pilota               | Co-pilota          |
| -- | ---- | --------------------------------------- | -------------------- | ------------------ |
| 1  | 2010 | 58° Rally Sweden                        | Per-Gunnar Andersson | Anders Fredriksson |
| 2  | 2010 | 60° Neste Oil Rally Finland             | Juho Hänninen        | Mikko Markkula     |
| 3  | 2010 | 28° ADAC Rallye Deutschland             | Patrik Sandell       | Emil Axelsson      |
| 4  | 2010 | 1° Rallye de France - Alsace            | Patrik Sandell       | Emil Axelsson      |
| 5  | 2010 | 66° Wales Rally GB                      | Andreas Mikkelsen    | Ola Fløene         |
| 6  | 2011 | 57° Acropolis Rally                     | Juho Hänninen        | Mikko Markkula     |
| 7  | 2011 | 61° Neste Oil Rally Finland             | Juho Hänninen        | Mikko Markkula     |
| 8  | 2011 | 47° RallyRACC Catalunya - Costa Daurada | Juho Hänninen        | Mikko Markkula     |
| 9  | 2012 | 46° Vodafone Rally de Portugal          | Hayden Paddon        | John Kennard       |
| 10 | 2012 | 42° Brother Rally New Zealand           | Hayden Paddon        | John Kennard       |
| 11 | 2013 | 81éme Rallye Automobile Monte-Carlo     | Sepp Wiegand         | Frank Christian    |
| 12 | 2013 | 47° Vodafone Rally de Portugal          | Esapekka Lappi       | Janne Ferm         |
| 13 | 2015 | 71° Wales Rally GB                      | Teemu Suninen        | Mikko Markkula     |

### Vittorie nel PWRC
| # | Anno | Rally                         | Pilota                | Co-pilota        |
| - | ---- | ----------------------------- | --------------------- | ---------------- |
| 1 | 2009 | Rally Norway 2009             | Patrik Sandell        | Emil Axelsson    |
| 2 | 2009 | 38° FxPro Cyprus Rally        | Patrik Sandell        | Emil Axelsson    |
| 3 | 2009 | 56° Acropolis Rally of Greece | Lambros Athanassoulas | Nikolaos Zakheos |

### Vittorie nell'IRC
| #  | Anno | Rally                                              | Pilota            | Co-pilota         |
| -- | ---- | -------------------------------------------------- | ----------------- | ----------------- |
| 1  | 2009 | Rally Russia 2009                                  | Juho Hänninen     | Mikko Markkula    |
| 2  | 2009 | 39° Barum Czech Rally Zlín                         | Jan Kopecký       | Petr Starý        |
| 3  | 2009 | 46° Rally Principe de Asturias                     | Jan Kopecký       | Petr Starý        |
| 4  | 2009 | Rally of Scotland 2009                             | Guy Wilks         | Phil Pugh         |
| 5  | 2010 | 30° Rally Argentina                                | Juho Hänninen     | Mikko Markkula    |
| 6  | 2010 | 34° Rally Islas Canarias - El Corte Inglés         | Jan Kopecký       | Petr Starý        |
| 7  | 2010 | 7° Rally d'Italia Sardegna                         | Juho Hänninen     | Mikko Markkula    |
| 8  | 2010 | 46° Belgium Geko Ypres Rally                       | Freddy Loix       | Frédéric Miclotte |
| 9  | 2010 | 51° Rali Vinho da Madeira                          | Freddy Loix       | Frédéric Miclotte |
| 10 | 2010 | 40° Barum Czech Rally Zlín                         | Freddy Loix       | Frédéric Miclotte |
| 11 | 2010 | Rally of Scotland 2010                             | Juho Hänninen     | Mikko Markkula    |
| 12 | 2011 | 35° Rally Islas Canarias - El Corte Inglés         | Juho Hänninen     | Mikko Markkula    |
| 13 | 2011 | 13° Prime Yalta Rally                              | Juho Hänninen     | Mikko Markkula    |
| 14 | 2011 | 47° Geko Ypres Rally                               | Freddy Loix       | Frédéric Miclotte |
| 15 | 2011 | 46° SATA Rallye Açores                             | Juho Hänninen     | Mikko Markkula    |
| 16 | 2011 | 41° Barum Czech Rally Zlín                         | Jan Kopecký       | Petr Starý        |
| 17 | 2011 | 45° Canon Mecsek Rallye                            | Jan Kopecký       | Petr Starý        |
| 18 | 2011 | The RACMSA Rally of Scotland 2011                  | Andreas Mikkelsen | Ola Fløene        |
| 19 | 2011 | 40° Cyprus Rally                                   | Andreas Mikkelsen | Ola Fløene        |
| 20 | 2012 | 47° SATA Rallye Açores                             | Andreas Mikkelsen | Ola Fløene        |
| 21 | 2012 | 36° Rally Islas Canarias - El Corte Inglés         | Jan Kopecký       | Pavel Dresler     |
| 22 | 2012 | 71° Circuit of Ireland                             | Juho Hänninen     | Mikko Markkula    |
| 23 | 2012 | 96° Targa Florio - Rally Internazionale di Sicilia | Jan Kopecký       | Pavel Dresler     |
| 24 | 2012 | 48° Belgium Geko Ypres Rally                       | Juho Hänninen     | Mikko Markkula    |
| 25 | 2012 | 12° Sibiu Rally Romania                            | Andreas Mikkelsen | Ola Fløene        |
| 26 | 2012 | 42° Barum Czech Rally Zlín                         | Juho Hänninen     | Mikko Markkula    |
| 27 | 2012 | 32° Mabanol Rally Sliven                           | Dimitar Iliev     | Yanaki Yanakiev   |

### Vittorie nell'ERC
| #  | Anno | Rally                                      | Pilota          | Co-pilota         |
| -- | ---- | ------------------------------------------ | --------------- | ----------------- |
| 1  | 2010 | 46° Belgium Geko Ypres Rally               | Jan Kopecký     | Petr Starý        |
| 2  | 2010 | 51° Rali Vinho da Madeira                  | Jan Kopecký     | Petr Starý        |
| 3  | 2011 | 52° Rallye International du Valais         | Antonín Tlusťák | Jan Škaloud       |
| 4  | 2012 | 29° Int. Jänner Rallye                     | Jan Kopecký     | Pavel Dresler     |
| 5  | 2012 | 39° Croatia Rally                          | Juho Hänninen   | Mikko Markkula    |
| 6  | 2012 | 43° Rally Bulgaria                         | Dimitar Iliev   | Yanaki Yanakiev   |
| 7  | 2012 | 48° Belgium Geko Ypres Rally               | Juho Hänninen   | Mikko Markkula    |
| 8  | 2012 | 41° Bosphorus Rally                        | Juho Hänninen   | Mikko Markkula    |
| 9  | 2012 | 42° Barum Czech Rally Zlín                 | Juho Hänninen   | Mikko Markkula    |
| 10 | 2012 | 69° Rajd Polski                            | Esapekka Lappi  | Janne Ferm        |
| 11 | 2013 | 30° Int. Jänner Rallye                     | Jan Kopecký     | Pavel Dresler     |
| 12 | 2013 | 37° Rally Islas Canarias - El Corte Inglés | Jan Kopecký     | Pavel Dresler     |
| 13 | 2013 | 48° SATA Rallye Açores                     | Jan Kopecký     | Pavel Dresler     |
| 14 | 2013 | 49° Geko Ypres Rally                       | Freddy Loix     | Frédéric Miclotte |
| 15 | 2013 | 13° Sibiu Rally Romania                    | Jan Kopecký     | Pavel Dresler     |
| 16 | 2013 | 43° Barum Czech Rally Zlín                 | Jan Kopecký     | Pavel Dresler     |
| 17 | 2013 | 40° Croatia Rally                          | Jan Kopecký     | Pavel Dresler     |
| 18 | 2013 | 54° Rallye International du Valais         | Esapekka Lappi  | Janne Ferm        |
| 19 | 2014 | Rally Liepāja 2014                         | Esapekka Lappi  | Janne Ferm        |
| 20 | 2014 | 72° Circuit of Ireland                     | Esapekka Lappi  | Janne Ferm        |
| 21 | 2014 | 50° Geko Ypres Rally                       | Freddy Loix     | Johan Gitsels     |
| 22 | 2014 | 55° Rallye International du Valais         | Esapekka Lappi  | Janne Ferm        |